# Grandval (Berne)
Pour les articles homonymes, voir Grandval.
Grandval est une commune suisse du canton de Berne, située dans l'arrondissement administratif du Jura bernois.

## Géographie
Grandval se situe à 588 m d'altitude, à 4 km à vol d'oiseau à l'est de la ville de Moutier. Le village s'étend sur les deux côtés de la rivière La Raus dans Le Cornet, vallée aussi appelé Grand Val. Au nord, se trouve le plateau du Mont Raimeux. Ce dernier culmine à 1,302 m, ce qui en fait le point culminant de la commune de Grandval. Le plateau est constitué d'un alpage boisé. Au sud de la commune s'étend l'Oberdörferbergs (1.233 m), qui constitue le prolongement du Graitery. Le territoire communal est constitué de 51 % de forêts ou espaces boisés, 44 % de terres agricoles, 4 % de surfaces bâties et 1 % de surfaces improductives. Les communes limitrophes sont Eschert, Belprahon (à l'ouest), Roches (au nord-ouest) et Crémines (à l'est) dans le canton de Berne, Courrendlin (au Nord) dans le canton du Jura et Gänsbrunnen (au sud) dans le canton de Soleure.

## Histoire
De 1797 à 1815, Grandval a fait partie de la France, au sein du département du Mont-Terrible, puis, à partir de 1800, du département du Haut-Rhin, auquel le département du Mont-Terrible fut rattaché. Par décision du Congrès de Vienne, le territoire de l’ancien Évêché de Bâle fut attribué au canton de Berne, en 1815.

## Tourisme
- Maison du Banneret Wisard : La maison du Banneret Wisard, située dans le village de Grandval, est la plus vieille maison de la région. Construite en 1535, elle appartient à la catégorie des fermes à "devant-huis", grande place couverte, aérée, permettant le passage de l'habitation à la grange et à l'écurie. Un même toit, actuellement recouvert de bardeaux en bois comme à l'origine, abrite les trois parties du bâtiment.
- Téléski de Grandval (Graitery ; entre 950 m et 1 150 m d'altitude) : 4 pistes de ski

## Transports
- Sur la ligne ferroviaire Moutier- (tunnel) - Soleure
- Autoroute A16, sortie Moutier-Nord (le sud de la jonction est actuellement en construction)